# Retrato de James Tissot
El Retrato de James Tissot es un óleo sobre lienzo realizado por Edgar Degas entre 1867 y 1868.
La pintura muestra al pintor James Tissot, amigo de Degas desde la juventud, en un ambiente doméstico, quizá su propio estudio, de cuyas paredes cuelgan un cuadro de Lucas Cranach y otro de temática orientalizante, muy del gusto del París de la época. Actualmente se conserva en el Museo Metropolitano de Arte, Nueva York.